# Dékánfalva
Dékánfalva (korábbi magyar neve Dekanovecz, horvátul: Dekanovec) falu és község Horvátországban, Muraköz megyében.

## Fekvése
Csáktornyától 14 km-re északkeletre a Mura jobb partjánál, a magyar határ közelében fekszik.

## Története
A települést 1478-ban "Dekanowecz" néven említik először. 1490-ben "Tectonocz, Tectoncz" alakban szerepel a csáktornyai uradalom részeként. 1477-ben a csáktornyai uradalommal együtt Hunyadi Mátyás Ernuszt János budai nagykereskedőnek és bankárnak adományozta, aki megkapta a horvát báni címet is. A 15. század végén és a 16. század elején Fadan (Fodan) Kristófé volt, akinek bottornyai várnagyát 1501-ben említik.
Vályi András szerint " DEKANOVECZ. Magyar, és elegyes falu Szala Vármegyében, földes Ura Somsits Uraság, lakosai katolikusok, határja gazdag termékenységű, és a’ természettöl nevezetes javakkal megáldattatván, első Osztálybéli."
A trianoni béke előtt, majd 1941 és 1945 között újra  Zala vármegye Perlaki járásához tartozott.

## Lakossága
1911-ben 863 horvát és magyar lakosa volt. 2001-ben 832 lakosának 99%-a horvát, két lakosa pedig magyar nemzetiségű.

## Nevezetességei
Dekanovacon eredetileg egy régi fakápolna állt, a mai templom pedig 1768-ban épült. A templom a falu közepén, egy enyhe dombon épült egyhajós épületként, harangtoronnyal. Az első nagyobb átépítésére a 19. század második felében került sor, amikor a hajó egy részét áttörték, és a templom mindkét oldalán alacsony oldalhajókat kapott, így háromhajós lett. Ezután nyerte el a historizáló homlokzatainak egyedi formáját, amelyektől a harangtorony a késő barokk korpuszával eltér. A templom belseje, ezen átépítések ellenére, késő barokk jelleget tükröz. A templomkertben egy prizmás talapzaton egy kő feszület áll, amelyet 1877 körül állítottak fel.